# Groupe des unités
Ne doit pas être confondu avec Groupe unitaire.
En mathématiques, et plus particulièrement en algèbre, un élément u d'un anneau unitaire (A,+,×) est appelé unité de cet anneau, ou inversible dans cet anneau, quand il existe v dans A vérifiant :
uv = vu = 1A   (où 1A est l'élément neutre de A pour la seconde loi).
L'élément neutre 1A et son opposé −1A sont toujours des unités de A.
Les unités d'un anneau forment un groupe pour la multiplication de l'anneau, appelé groupe des unités ou groupe des inversibles de cet anneau, souvent noté U(A) ou A×, à ne pas confondre avec l'ensemble A* des éléments non nuls de A,.
Le groupe des unités est largement utilisé dans toute la théorie des anneaux. Dans le cas particulier de l'anneau des entiers algébriques d'un corps de nombres, ce groupe a une structure bien connue, grâce au théorème des unités de Dirichlet.

## Motivation
Dans un anneau commutatif unifère A, un multiple d'un élément a est un produit de a par un élément b. L'ensemble des multiples de a, noté aA, est l'idéal principal engendré par a. Le comportement de a vis-à-vis de la loi produit dépend des propriétés de l'idéal qu'il engendre. Des exemples sont donnés par les notions d'élément irréductible ou d'élément premier. 
Si b est un élément de A, alors pour tout u inversible dans A, les éléments a  =  ub et b engendrent le même idéal principal. Les propriétés de divisibilité ne permettent pas de distinguer a et b : ils sont dits associés. Par exemple, dans l'anneau Q[X] des polynômes à coefficients rationnels, les polynômes X2  +  1 et 2X2  +  2 sont associés. Ces deux polynômes, qui sont tous deux irréductibles sur Q, divisent X4 – 1. L'unicité de la décomposition en facteurs premiers ne peut être assurée que si l'on associe les deux polynômes pour ne les considérer que comme un unique représentant.
Les pgcd et ppcm se définissent aussi à partir des idéaux principaux et modulo multiplication par un inversible. Par exemple, dans un anneau commutatif A, « le » ppcm de a et de b est bien défini si l'intersection des idéaux engendrés par a et b est un idéal principal ; et tout élément qui l'engendre est un ppcm de a et de b.
Dans la mesure du possible, on utilise un unique représentant d'une classe d'éléments associés. Par exemple, pour les polynômes, on ajoutera la condition unitaire pour définir un polynôme irréductible (c’est-à-dire que le coefficient de son monôme dominant est égal à un). Pour l'anneau Z des entiers relatifs, un nombre dit premier doit être positif, on ne considère jamais le représentant négatif, même s'il existe toujours.

## Définitions et propriétés

### Groupe des unités
Le groupe U(A) des inversibles d'un anneau unifère A — ou groupe des unités, ou encore, si A est un corps, groupe multiplicatif — est le groupe des éléments symétrisables du monoïde (A, ×).
Il est donc fonctoriel par rapport à A, c'est-à-dire que par restriction, tout morphisme entre deux anneaux induit un morphisme de groupes entre leurs groupes d'inversibles.
En particulier, si C est un sous-anneau unifère de A, alors son groupe des unités U(C) est un sous-groupe de U(A).

### Divisibilité
(Si l'anneau est non commutatif, il y a une construction similaire en intervertissant partout droite et gauche ; s'il est commutatif, les deux constructions coïncident).
Dans un anneau unifère, x est dit associé à y s'il existe un inversible u tel que x  =  uy. C'est clairement une relation d'équivalence. (Ses classes sont d'ailleurs les orbites de l'action du groupe des unités U(A) sur A par multiplication à gauche.)
Il existe une relation binaire appelée divise définie par :
x divise y (à droite) s'il existe un élément a de l'anneau tel que y = ax.
C'est un préordre (c'est-à-dire une relation réflexive et transitive) avec lequel la relation d'association est compatible :
si x divise y alors tout élément associé à x divise tout élément associé à y.
En effet, l'association est plus fine que la relation d'équivalence déduite du préordre :
si x et y sont associés alors x divise y et y divise x.
Pour un anneau intègre, la réciproque est vraie, c'est-à-dire que ces deux relations d'équivalence coïncident.
Leur ensemble quotient est alors le même donc le préordre « divise » induit une relation d'ordre sur les classes d'éléments associés.
L'ensemble des classes d'association, muni de cet ordre, est isomorphe à l'ensemble des idéaux principaux à gauche de l'anneau, ordonné par la relation « contient ». En effet,

a divise b si et seulement si Aa contient Ab
(donc a et b sont associés si et seulement si Aa = Ab).

## Exemples

### Entier relatif
Le groupe des unités de l'anneau des entiers relatifs est composé des deux éléments 1 et –1. L'anneau est principal, donc tout idéal non nul admet exactement deux antécédents par l'application qui à un élément a associe aZ. Les deux antécédents sont a et –a.
Pour éviter l'ambiguïté, on ne parle donc que du représentant positif. Ainsi un nombre premier (comme l'anneau est principal, la notion d'irréductibilité et celle de primalité sont confondues et on ne parle en général que de nombre premier) dans Z est par convention toujours positif, un pgcd ou un ppmc sont aussi par définition toujours positifs. Ce choix permet d'obtenir sans ambiguïté une décomposition en facteurs premiers unique à une permutation près ; à la différence du cas des entiers positifs, la décomposition contient en plus un facteur choisi dans le groupe des unités, soit 1 soit –1.

### Polynôme
Dans le cas où les coefficients du polynôme sont dans un corps K, alors le groupe des unités de l'anneau de tels polynômes est égal à K*, aucune convention analogue au cas précédent ne lève l'ambiguïté.
Comme précédemment, l'anneau est principal, les notions de polynôme élément premier et élément irréductible sont encore confondues. La tradition impose d'utiliser le terme d'irréductible. Un polynôme est dit irréductible si, et seulement si, toute décomposition en deux facteurs contient une unité et s'il n'est pas constant.
Cependant toute classe d'équivalence de la relation d'association contient un unique polynôme unitaire, c’est-à-dire un polynôme dont le coefficient dominant est égal à 1. Ainsi, on appelle en général ppmc et pgcd le polynôme unitaire générateur de l'idéal, ainsi l'unicité est encore présente. De même, le théorème de la décomposition en facteurs premiers est en général exprimé en termes de polynôme unitaire irréductible et l'unicité à l'ordre des éléments près est rétablie. Cette décomposition contient un facteur supplémentaire élément de K*.
Dans le cas où les coefficients du polynôme sont choisis dans Z, alors le groupe des unités est égal à {1, –1}. Il est d'usage de prendre une convention analogue au cas des entiers relatifs. Ainsi le polynôme irréductible d'une décomposition en facteur premier, un ppmc ou un pgcd est choisi avec un coefficient dominant positif. Cette convention n'est pas générale. 
Dans le cas où le polynôme est à coefficients dans un anneau quelconque, alors aucune convention ne normalise un représentant canonique d'une classe d'association.

### Entier de Gauss
Les entiers de Gauss forment un anneau euclidien, donc principal. On parle indifféremment de nombre premier de Gauss ou d'entier irréductible. Le groupe des unités contient quatre éléments : 1, –1, i et –i. Aucune convention particulière n'est prise.
Ainsi, un entier de Gauss est dit irréductible si, et seulement si, toute division en deux facteurs contient une unité et qu'il n'est pas élément du groupe des unités. 3, –3, 3i et –3i sont appelés nombres premiers de Gauss. Si a et b sont deux entiers de Gauss, alors il existe quatre représentants pour les pgcd et les ppcm.
L'unicité de la décomposition en facteurs premiers s'exprime aux facteurs du groupe des unités près.

### Entier algébrique
Dans le cas général, les entiers algébriques ne disposent que d'une structure d'anneau de Dedekind, l'anneau n'est ni euclidien ni principal ni même factoriel. L'ambiguïté est donc de peu de conséquences et tout représentant (quand il existe) d'un idéal est réputé posséder les propriétés de l'idéal. Ainsi un entier algébrique est irréductible si, et seulement si, son idéal l'est, indépendamment de son représentant dans la classe d'association.
Le théorème des unités de Dirichlet montre l'existence de plusieurs éléments inversibles dans la plupart des anneaux d'entiers algébriques. L'égalité (√5 + 2)(√5 − 2) = 1 est un exemple.
Dans le cas d'un anneau local, ce groupe est facile à décrire : c'est très exactement le complémentaire de l'unique idéal maximal. La théorie des nombres sur un anneau local s'en trouve simplifiée, par rapport à sa version globale.

### Anneau des classes de congruence sur les entiers
Le groupe (Z/nZ)× des unités de l'anneau Z/nZ a pour éléments les générateurs du groupe additif de l'anneau. Son cardinal est donné par l'indicatrice d'Euler, son exposant est donné par l'indicatrice de Carmichael.
Pour un nombre premier p, l'anneau  Z/pZ est le corps fini premier de cardinal p, dont le groupe des unités, (Z/pZ)*, d'ordre p – 1, est cyclique.